# 斑尾深康吉鳗
斑尾深康吉鳗（学名：Congriscus megastomus），又名大口康吉鰻，为康吉鳗科深康吉鳗属的鱼类，俗名大口康吉鳗。分布于日本东海岸相模湾以南至东海冲绳海槽以及东海冲绳海槽的深海、即北纬28°4'-31°32'07、东经127°05'-128°27'07海域等。该物种的模式产地在江岛。